# Noruega en los Juegos Olímpicos de Sankt Moritz 1948
Noruega estuvo representada en los Juegos Olímpicos de Sankt Moritz 1948 por un total de 49 deportistas que compitieron en 7 deportes.  
El portador de la bandera en la ceremonia de apertura fue el saltador en esquí Birger Ruud.

## Medallistas
El equipo olímpico noruego obtuvo las siguientes medallas:
| Nombre                                             | Deporte               | Competición        |
| -------------------------------------------------- | --------------------- | ------------------ |
| Oro                                                |                       |                    |
| Finn Helgesen                                      | Patinaje de velocidad | 500 m M            |
| Sverre Farstad                                     | Patinaje de velocidad | 1500 m M           |
| Reidar Liaklev                                     | Patinaje de velocidad | 5000 m M           |
| Petter Hugsted                                     | Saltos en esquí       | Trampolín normal M |
| Plata                                              |                       |                    |
| Thomas Byberg                                      | Patinaje de velocidad | 500 m M            |
| Odd Lundberg                                       | Patinaje de velocidad | 5000 m M           |
| Birger Ruud                                        | Saltos en esquí       | Trampolín normal M |
| Bronce                                             |                       |                    |
| Erling Evensen Olav Økern Reidar Nyborg Olav Hagen | Esquí de fondo        | 4 × 10 km M        |
| Odd Lundberg                                       | Patinaje de velocidad | 1500 m M           |
| Thorleif Schjelderup                               | Saltos en esquí       | Trampolín normal M |